# Crkva sv. Krševana u Šibeniku
Crkva svetog Krševana iz 12. stoljeća smještena je u staroj šibenskoj gradskoj jezgri s desne strane u Ulici don Krste Stošića. Najstariji je sačuvani sakralni objekt u Šibeniku, izvorno građena u romaničkom stilu. U istoj se ulici nalazi dominikanski samostan Gospe od Ružarija.

## Povijest
Prvi put se spominje 1124. godine u doba kada su u njoj utočište našle izbjeglice iz Biograda kojeg je porušila Mletačka Republika. Godine 1200. crkva se nalazi još uvijek izvan gradskih bedema, unutar kojih će se naći proširenjem srednjovjekovnog Šibenika u 14. stoljeću. Iako je više puta nadograđivana, izvorni romanički stil do danas je vidljiv u oblikovanju njene polukružne apside. U 15. stoljeću crkva sv. Krševana je doživjela veće izmjene koje nose obilježja gotičkog stila. Tada je, sa zapadne strane crkve, izgrađeno stubište, djelo mletačkog majstora Antonija Bussata koji je radio i na šibenskoj katedrali, ali je uklonjeno sredinom 19. stoljeća. Međutim, do danas je na crkvi ostao vidljiv nadvratnik s ubilježenom godinom gradnje stubišta - 1439. i na njemu uklesan reljef s dvojicom pripadnika bratovštine kako kleče pod nogama Majke Božje. Crkva je služila za bogoštovlje sve do Drugog svjetskog rata u tijeku kojeg je pretrpjela znatna oštećenja. Šibenčani su je znali kao sv. Antu (pustinjaka). Nakon rata je obnovljena i postala je izložbeni prostor gradskog muzeja, dok je danas u njoj smještena umjetnička galerija. Izvan crkve, uz njen južni zid, nalazi se najstarije zvono u Hrvatskoj, iz 1266., koje su na morskom dnu blizu Silbe pronašli ronioci spužvi s otoka Krapnja.